# Anne Deluntsch
Anne Catherine Deluntsch (ur. 5 listopada 1978) – francuska zapaśniczka walcząca w stylu wolnym. Brązowa medalistka mistrzostw świata w 2007 i mistrzostw Europy w 2005. Wicemistrzyni igrzysk śródziemnomorskich w 2005. Czwarta w Pucharze Świata w 2005. Mistrzyni Europy juniorów w 1997 roku.